# Écho magazine
Pour les articles homonymes, voir L'Écho magazine.
L'Echo Magazine est un hebdomadaire chrétien et culturel suisse fondé en 1930 sous le nom de L'Echo illustré.

## Historique
L’Echo illustré est fondé le 18 janvier 1930, entre autres par Marius Besson, et change de nom le 29 mai 1997 pour devenir l’Echo Magazine. Les Aventures de Tintin sont publiées dans le magazine dès 1932. L'Echo illustré apparaît deux fois dans l'œuvre de Hergé, ami du journal : dans Tintin au pays des Soviets et dans L'affaire Tournesol (le capitaine Haddock le porte sous son bras).

## Anciens collaborateurs
- Gonzague de Reynold[2]
- Georges Goyau[2]
- Albert Schmidt (écrivain)
- André Harvec
- Albert Longchamp